# Fechtschule (Veranstaltung)

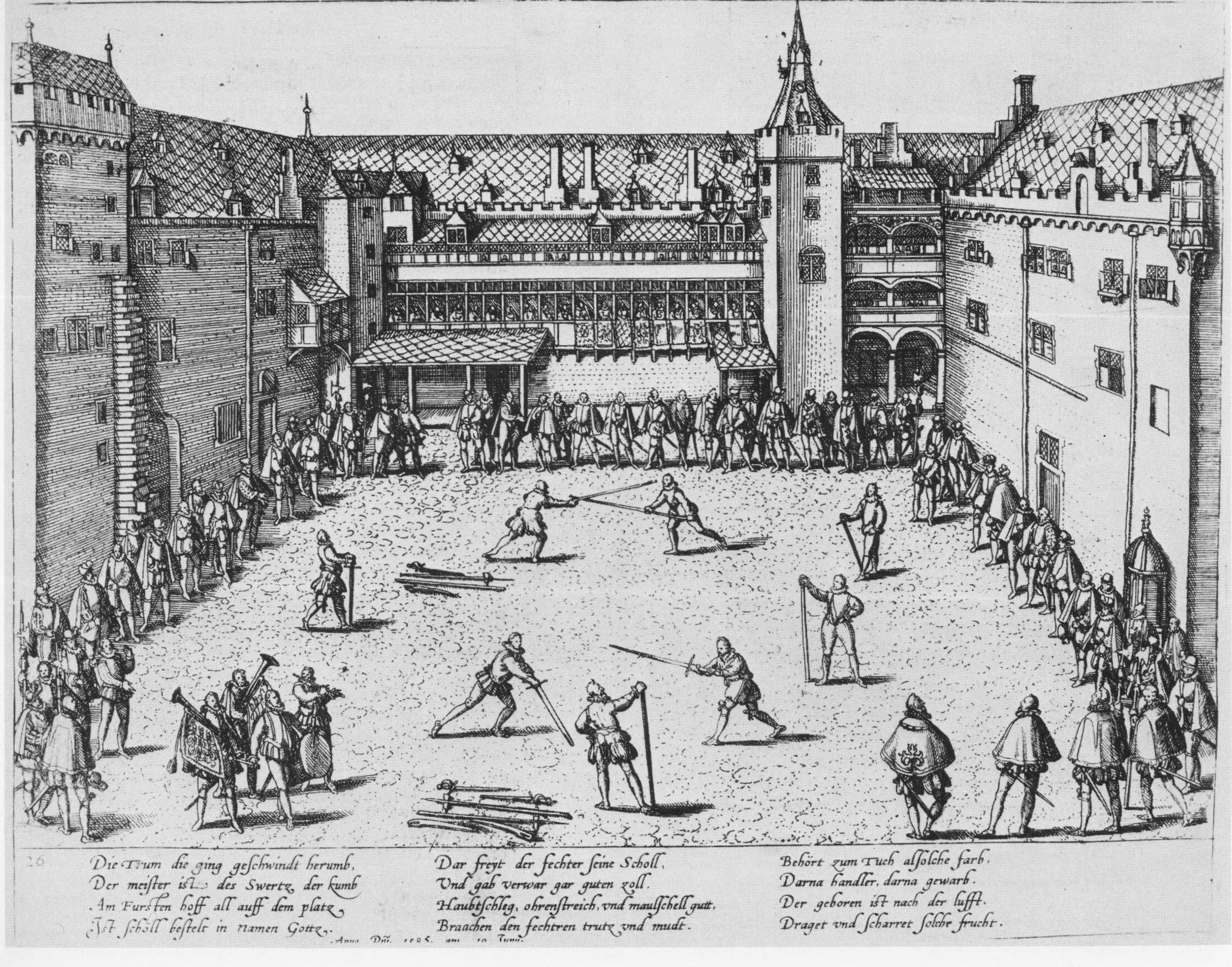
Kupferstich von Franz Hogenberg mit Darstellung einer Fechtschule im Düsseldorfer Schlosshof 1585.

Eine Fechtschule, häufig auch Schirmschule, ist eine öffentliche Veranstaltung, die einstudierte Schaukämpfe mit Fechtunterricht und Fechten im Wettbewerb vereinigt. Fechtschulen finden vereinzelt bereits im 14. Jahrhundert Erwähnung und werden ab 1500 deutlich häufiger. So sind allein in Ulm für das Jahr 1550 vierundzwanzig Einträge zu Fechtschulen in den Ratsprotokollen der Stadt vorhanden, während in Nürnberg in der Mitte des 16. Jahrhunderts ab Ostern jeden Sonntag Fechtschulen stattfanden.
Die Geschichte der Fechtschulen ist dabei eng mit der Geschichte der beiden im Heiligen Römischen Reich aktiven und rivalisierenden Fechtergilden der Marxbrüder und Federfechter verknüpft. Kaiser Friedrich III. gab den Marxbrüdern am 10. August 1487 in Nürnberg einen Privilegienbrief der besagte, dass niemand der von ihnen nicht zugelassen worden ist, sich Meister des Schwerts nennen oder Fechtschulen abhalten durfte. Später erhielten auch die Federfechter das Recht Fechtschulen abzuhalten, somit standen die Fechtschulen immer unter der Schirmherrschaft eines Fechtmeisters.
Fechtschulen finanzierten sich über Teilnehmergebühren und Eintrittsgelder der Zuschauer und waren somit eine wichtige Einkommensquelle für Fechtmeister.
Typische Waffen einer Fechtschule waren Langschwert bzw. Fechtfeder, Dussack, Langes Messer, Stangenwaffen, Mordaxt, Rapier und Hellebarde. Dabei sollten die Kämpfe auf einer Fechtschule grundsätzlich fair ablaufen und es gab zahlreiche verbotene Techniken. Diese wurden im sogenannten Schulrecht festgehalten und immer zu Beginn einer Fechtschule verkündet, so waren in der Regel Stiche, Angriffe mit dem Knauf, Armhebel, Ringen am Schwert, in die Augen fassen, Steine werfen und Angriffe zum Schritt verboten.
Dabei gab es die Variante mit stumpfen Waffen bis zur höchsten blutigen Wunde zu fechten, das heißt der Gewinner des Gefechts hatte seinem Kontrahenten eine höher gelegene blutige Wunde zugefügt was in den meisten Fällen ein Treffer zum Kopf ist. Daneben gibt es auch Belege zu Fechtschulen aus dem 16. Jahrhundert, die blutige Wunden insbesondere bei Anfängern verbieten.
Ob es sich bei den Fechtschulen vorrangig um Sport oder um Übungen zur Selbstverteidigung und für den Ernstkampf handelt oder ob diese beiden Aspekte sich überhaupt sauber trennen lassen, ist in der Forschung umstritten. Klar ist, dass es immer wieder zu tödlichen Unfällen kam. So starb 1590 ein Federfechter bei einer Fechtschule in Nürnberg durch einen Stich in den Kopf mit einem Rapier. Sein Gegner, ein Marxbruder, hat seinerseits rund ein Jahr zuvor einen Goldschmiedegesellen in Frankfurt auf die gleiche Art erstochen.